# Antonio Provana
Antonio Provana (1577 – Torino, 14 o 25 luglio 1640) è stato un arcivescovo cattolico italiano.

## Biografia
Antonio Provana nacque nel 1577 da una nobile famiglia piemontese. Suo padre era infatti Giovanni Francesco Provana, conte di Bussolino e Collegno, già gran cancelliere del Ducato di Savoia sotto il regno di Carlo Emanuele I.
Avviato alla carriera ecclesiastica, il 9 giugno 1599 divenne abate di Novalesa ed in seguito (20 settembre 1606) fu priore della chiesa di Santa Maria di Susa.
Il 21 luglio 1622 fu eletto arcivescovo di Durazzo.
Il 19 gennaio 1632 fu promosso alla sede metropolitana di Torino. Aveva già rifiutato per due volte la promozione, ma alla fine dovette cedere alle pressioni di Urbano VIII. Durante gli anni del suo episcopato torinese fu protettore di santa Giovanna Francesca Frémiot de Chantal e di san Francesco di Sales.
Morì a Torino il 14 o 25 luglio 1640.

## Stemma
| Immagine | Blasonatura |
| -------- | --- |
| \| \|    | Antonio Provana Arcivescovo di Torino Inquartato, nel 1º e 4º di rosso con una colonna toscana d'argento coronata d'oro; nel 2º e 3º d'argento con due viti sradicate di verde, fruttate di porpora passate, e ripassate l'una dietro l'altra in palo. Lo scudo, accollato a una croce astile patriarcale d'oro, posta in palo, è timbrato da un cappello con cordoni e nappe di verde. Le nappe, in numero di venti, sono disposte dieci per parte, in quattro ordini di 1, 2, 3, 4. |
|          | |

## Genealogia episcopale e successione apostolica
La genealogia episcopale è:
- Arcivescovo Filiberto Milliet
- Arcivescovo Antonio Provana

La successione apostolica è:
- Arcivescovo Benoît-Théophile de Chevron Villette (1633)
- Vescovo Giusto Guérin, B. (1639)